# 德文港海军基地
德文港海军基地（Her Majesty's Naval Base, Devonport；HMNB Devonport）是英国皇家海军的三个现有的海军基地之一，坐落于英格兰德文郡普利茅斯的德文港。它是西欧最大的海军基地。1934年至21世纪初，海军基地也以“HMS Drake”的名义知名。这里驻扎着德文港海军舰队，其中包括特拉法尔加级潜艇。它是三个海军基地中唯一负责核设施维修和燃料补充的基地。
其前身是17世纪末建立的皇家海军造船厂，1970年代停止造船，但仍负责船舶维护。现在其维护设施由私营公司巴布考克国际集团旗下的德文港管理有限公司（Devonport Management Limited）负责。